# Hodgesia spoliata
Hodgesia spoliata är en tvåvingeart som beskrevs av Edwards 1923. Hodgesia spoliata ingår i släktet Hodgesia och familjen stickmyggor. Inga underarter finns listade i Catalogue of Life.